# Messier 73
Messier 73 (M73) även känd som NGC 6994, är en asterism bestående av fyra stjärnor i stjärnbilden Vattumannen. 

## Historik
Den upptäcktes 4 oktober 1780 av Charles Messier, som ursprungligen beskrev objektet som en stjärnhop av fyra stjärnor med viss nebulositet. Mycket senare observationer av John Herschel kunde dock inte fastslå någon nebulositet. Herschel noterade dessutom att benämningen av M73 som en stjärnhop var diskutabel. Herschel inkluderade dock M73 i sin allmänna katalog över stjärnhopar, nebulosor och galaxer, och John Dreyer tog med M73 när han sammanställde the New General Catalogue. 
Asterismen ligger omkring 2 500 ljusår bort från vårt solsystem

## Vetenskaplig forskning: asterism eller öppen stjärnhop?
Messier 73 behandlades en gång som ett potentiell, gles stjärnhop, som består av stjärnor som är fysiskt förbundna i rymden såväl som på himlen. Frågan om stjärnorna var en asterism eller en öppen stjärnhop genererade en liten, intressant debatt. 
År 2000 publicerade L. P. Bassino, S. Waldhausen och R. E. Martinez en analys av stjärnornas färger och luminositeter i och runt M73. De drog slutsatsen att de fyra ljusa centrala stjärnorna och några andra närliggande stjärnor följde förhållandet mellan färg och luminositet som också följs av stjärnor i öppna stjärnhopar (enligt ett Hertzsprung–Russell-diagram). Deras slutsats var att M73 var en gammal öppen stjärnhop som var 9 bågminuter bred. G. Carraro publicerade emellertid år 2000 resultat baserat på en liknande analys och drog slutsatsen att stjärnorna inte följde något färgluminositetsförhållande. Carraros slutsats var att M73 är en asterism.  Till kontroversen bidrog E. Bica et.al. med slutsatsen att slumpanpassning av de fyra ljusa stjärnorna som sågs i mitten av M73 samt en annan närliggande stjärna var mycket osannolik, så M73 var förmodligen en gles öppen stjärnhop. Tvisten löstes 2002, då M. Odenkirchen och C. Soubiran publicerade en analys av högupplösta spektra av de sex ljusaste stjärnorna inom 6 bågminuter från centralpunkten. De visade att avstånden från jorden till de sex stjärnorna var mycket olika och stjärnorna rörde sig i olika riktningar. Därför drog de slutsatsen att stjärnorna enbart utgör en asterism.
Även om M73 är fastställd till att bara vara en slumpanpassning av stjärnor, är ytterligare analys av asterismer fortfarande viktig för identifiering av glesa öppna stjärnhopar. En fullständig studie av ett större antal sådana hopar skulle visa hur, hur ofta och i vilken utsträckning öppna hopar slits isär av gravitationskrafterna i Vintergatan och avslöja mer om källorna till dessa krafter.

## Placering

Dessa stjärnor förekommer tillsammans som en typisk stjärnhop i sydvästra delen av stjärnbildeb Vattumannen.